# غريد الشاطئ
غريد الشاطئ (1941  - 26 نوفمبر 2005 )، مغني كويتي. اسمه الحقيقي هو عيسى عبد الله خورشيد عوض وهو ابن عم الفنان عبد الحسين عبد الرضا وزوج شقيقته (نسيبه).

## مسيرته الفنية
بداياته الفنية كانت في عام 1958 عندما شارك في الغناء بمسرحية «تقاليد» لفرقة المسرح الشعبي. وبدأ الغناء في عام 1960 في أغنية مرحبا بالعيد، وتعاون من أشهر الملحنين مثل حمد عيسى الرجيب ومنصور الخرقاوي وبدر بورسلي وغنام الديكان وإبراهيم الصولة، وقد جرب الغناء باللهجة اللبنانية في أغنية «بتروحلك مشوار» والتي غنيت بإيقاعات كويتية، ومن أشهر أغانيه أغنية «أوه يا الأزرق» التي كتبها عبد اللطيف البناي ولحنها يوسف المهنا وهي أغنية خاصة لمنتخب الكويت لكرة القدم، وأغنية «هايدوه» لمنتخب الكويت لكرة القدم أيضا. كما غنى مقدمة مسلسل قاصد خير الذي مثله عبد الحسين عبد الرضا. اشتهر بألوان الغناء الشعبي مثل العرضة والسامري والأغاني العاطفية والموشحات. ، وأول من أطلق عليه لقب غريد الشاطئ الوزير والسفير والمسرحي الكويتي السابق حمد عيسى الرجيب. وقال في مذكراته بأن هنالك ثلاثة أشخاص لهم فضل عليه في مسيرته الفنية هم مساعد بورسلي وعبد الرزاق العدساني وعبد الكريم مراد.

## مسيرته العملية
- عُيّن في 5 يوليو 1962 في قسم الموسيقى في إذاعة الكويت، وتقاعد في 6 أبريل 1996.[1]

## من أبرز أغانيه
- بتروحلك مشوار.
- أوه يا الأزرق.
- هايدوه.
- جودي.
- مسموح ياللي تعذر.
- يا مرحبا بالعيد.

## وفاته
- توقف قلب الفنان غريد الشاطئ في أواخر سنة 2005 وأعلن عن وفاته عن عمر يناهز ال 64 عاماً جراء أزمة قلبية ألمت به بعد سجلاً حافلاً من العطاء بدأه عام 1959.[4]

## تأبينه
- غنام الديكان: إنه يعد من أجمل الأصوات وأبرز مطربي الستينات، وكان من أعذب الأصوات التي تغنت بالألحان الخفيفة، تعامل مع كبار الفنانين أمثال حمد الرجيب وعبد الرحمن البعيجان، إلى جانب سعود الراشد، يوسف المهنا، إبراهيم الصولة، وكانت أعماله متواصلة، وهو فنان خلوق، وتعاونت معه في عدة ألحان أبرزها «مسموح».[1]
- إبراهيم الصولة: الأعمال الغنائية التي قدمها تشهد له، فهو يعتبر من الفنانين المرموقين كان مخلصا لعمله الفني ووطنه، ولقد غنّى لي أول لحن قدمني للساحة الغنائية بعنوان «سلمولي على من سم حالي فراقه»، من كلمات الشاعر الراحل فهد بورسلي، اعتز بهذا العمل وبكل ما قدمته معه.[1]
- يوسف المهنا: هو زميل وأخ عزيز وكنت على اتصال معه قبل ثلاثة أسابيع تقريبا، ولكن هذه إرادة الله، ونطلب له الرحمة والغفران.[1]
- يوسف ناصر: خلال هذه المواقف الحزينة يعتبر الصمت أبلغ من الكلام، والصدمة كبيرة علينا كفنانين وكوسط فني، والراحل إنسان عزيز علينا جميعا.[1]
- بدر بورسلي: إنني حزين جدا لأننا فارقنا إنسانا غير عادي، عرف بدماثة الخلق والأدب والاحترام للصغير قبل الكبير، بدليل أنه كان يأخذ حقه وهو صامت بعيداً عن إثارة المشاكل، وبعيدا عن التحدث عن شخص كان في غيابه، وهو من الناس الذين أعطوا الأغنية الكويتية عمره كله، ويعتبر من مؤسسيها، وكان فعلا هرما يحتذي به بقية الفنانين.[1]
- نبيل شعيل: أفنى عمره لخدمة الفن من خلال ما قدمه وأثرى به الساحة من أعمال، وهو أستاذ كبير تعلمنا منه الكثير، وما زلنا نأخذ منه العبر والاحترام الذي ظل يؤكده لجمهوره طوال عمره بعد ابتعاده عن الساحة.[1]
- عبد الحسين عبد الرضا: غريد الشاطئ قد ترك إرثا جميلا من الأغاني المميزة منذ بدايته في مرحلة الستينات، وعاصر تطور الأغنية الكويتية، ويعتبر أحد روادها.[1]
- أنس الرشيد: الحركة الفنية فقدت برحيل الفنان الكويتي عيسى خورشيد (غريد الشاطئ) فنانا جمع بين جيلين.[5]
- فيصل الحمود المالك الصباح: إن الساحة الفنية فقدت بوفاة الفنان غريد الشاطى رمزاً من رموزها الأوائل.[5]